# John Norton (5e baron Grantley)
John Richard Brinsley Norton, 5e Baron Grantley, (Florence, 1 oktober 1855 – Londen, 5 augustus 1943) was een Brits edele, lid van het House of Lords namens de Conservative Party en numismaticus.
Norton werd in Italië geboren als zoon van Thomas Norton, de 4e baron Grantley, en zijn vrouw Maria Fedrigo. Hij ging naar Harrow School en daarna naar de Universiteit van Dresden. Hij erfde zijn vaders titel in 1877 en diende enige tijd in het leger als kapitein bij Middlesex Yeomanry.
De 5e baron van Grantley was lid van de Society of Antiquaries of London, de Royal Numismatic Society en de British Numismatic Society. Hij legde een grote verzameling munten aan en kweekte orchideeën. Hij zetelde in Weeke Manor te Winchester en Markenfield Hall in Ripon. In 1913 kocht hij het landgoed Red Rice in Hampshire.
In 1879 trouwde hij met Katharine Buckner Norton, de ex-vrouw van zijn neef, Charles Grantley Campbell Norton. Na haar overlijden in 1897 trouwde hij in 1899 nogmaals met Alice Jones, de onwettige dochter van Thomas Heron Jones. Op zijn sterfbed in een verzorgingtehuis in 1943 gingen zijn titels over naar zijn oudste zoon uit zijn eerste huwelijk, Richard Norton.
Van 1938 tot zijn dood in 1943 was Grantley het langstzittende lid, en daarmee Father of the House.